# Kartenlennefe
Kartenlennefe ist ein Ortsteil von Brombach in der Stadt Overath im Rheinisch-Bergischen Kreis in Nordrhein-Westfalen, Deutschland.

## Lage und Beschreibung
Der kleine, von Feldern und Wald umgebene Ortsteil Kartenlennefe ist durch eine Stichstraße von der Landesstraße 299 aus erreichbar. Er liegt in einem Seitental des in die Sülz mündenden Lennefer Bachs, an der Grenze zur Gemeinde Lindlar, die zum Oberbergischen Kreis gehört. Orte in der Nähe sind Klingerath, Halfenslennefe,  Krähsiefen, Lenneferberg, Obersteeg und Herrenhöhe.
Da im Bereich Kartenlennefe bei Froschwanderungen in der Nähe von Laichgewässern vielen Kröten bei Straßenüberquerungen der Tod droht, sucht der Nabu alljährlich hier Helfer für Krötenpatrouillen.

## Geschichte
1230 wird ein Ort de Linnife urkundlich erwähnt. Es blieb bei dieser Nennung aber unklar, ob sich diese Nennung auf Halfenslennefe, Kartenlennefe oder gar möglicherweise auf Lennep bezieht. 1334 erfolgt eine weitere Nennung als de Lenyff. Der Name leitet sich vom Lennefer Bach ab, an dem der Ort liegt. In dem Gewässernamen Lennefe findet sich die urgermanische Grundform -apa wieder, die in den Ableitungen -f(e) und -p(e) (z. B. Gelpe, Ennepe) vielfach im Bergischen Land vorzufinden ist.
Die Topographia Ducatus Montani des Erich Philipp Ploennies, Blatt Amt Steinbach, belegt, dass der Wohnplatz bereits 1715 eine Hofstelle besaß, die als Kartelenef beschriftet ist. Carl Friedrich von Wiebeking benennt die Hofschaft auf seiner Charte des Herzogthums Berg 1789 als Lenef. Aus ihr geht hervor, dass der Ort zu dieser Zeit Teil der Honschaft Vellingen im Kirchspiel Hohkeppel war.
Der Ort ist auf der Topographischen Aufnahme der Rheinlande von 1817 als Kartenlennef verzeichnet. Die Preußische Uraufnahme von 1845 zeigt den Wohnplatz ebenso unter dem Namen Kartenlennef. Ab der Preußischen Neuaufnahme von 1892 ist der Ort auf Messtischblättern regelmäßig als Kartenlennefe verzeichnet.
1822 lebten elf Menschen im als Haus kategorisierten und Karten-Lennef bezeichneten Ort, der nach dem Zusammenbruch der napoleonischen Administration und deren Ablösung zur Gemeinde Hohkeppel der Bürgermeisterei Engelskirchen im Kreis Wipperfürth gehörte. Für das Jahr 1830 werden für den ebenfalls als Haus bezeichneten Ort 14 Einwohner angegeben. Für das Jahr 1830 werden für den als Karten-Lennef bezeichneten Ort 36 Einwohner angegeben. Der 1845 laut der Uebersicht des Regierungs-Bezirks Cöln als Hof kategorisierte und Kartenlennef bezeichnete Ort besaß zu dieser Zeit ein Wohngebäude mit elf Einwohnern, alle katholischen Bekenntnisses. Die Gemeinde- und Gutbezirksstatistik der Rheinprovinz führt Kartenlennefe 1871 mit einem Wohnhaus und vier Einwohnern auf. Im Gemeindelexikon für die Provinz Rheinland von 1888 werden für Kartenlennefe ein Wohnhaus mit drei Einwohnern angegeben. 1895 besitzt der Ort ein Wohnhaus mit vier Einwohnern, 1905 werden zwei Wohnhäuser und 14 Einwohner angegeben.
Aufgrund § 10 und § 14 des Köln-Gesetzes wurde 1975 die Gemeinde Hohkeppel aufgelöst und in Lindlar eingemeindet. Dabei wurden einige Ortsteile Hohkeppels in die Gemeinde Overath umgemeindet, darunter auch Klingerath.